# ديون هيمنغز
ديون هيمنغز (بالإنجليزية: Deon Hemmings) هي منافسة ألعاب القوى جامايكية، ولدت في 10 سبتمبر 1968 في أبرشية القديس آن ‏ في جامايكا.

## وصلات خارجية
- ديون هيمنغز على موقع الاتحاد الدولي لألعاب القوى (الإنجليزية)
- ديون هيمنغز على موقع اللجنة الأولمبية الدولية (الإنجليزية)
- ديون هيمنغز على موقع أوليمبيديا (الإنجليزية)
- ديون هيمنغز على موقع اتحاد ألعاب الكومنولث (مؤرشف) (الإنجليزية)